# Jean Lefèbvre
Jean Lefèbvre, född 18 oktober 1893, var en friidrottare från Belgien. Han deltog vid olympiska sommarspelen 1920.